# رينيه غاليس
رينيه غاليس (13 أبريل 1919 في فوركالكوير – 25 مايو 1999 (80 سنة)

) في بوردو) (بالفرنسية: René Gallice)‏ لاعب كرة قدم فرنسي راحل كان يجيد اللعب في خط الوسط .
لعب غاليس في أندية مرسيليا (1937-1938) بوردو (1938-1956) غيروند سور دروبت (1956-1957) .
شارك غاليس مع منتخب فرنسا في مباراة دولية واحدة في سنة 1951 .

## روابط خارجية
- رينيه غاليس على موقع قاعدة بيانات كرة القدم.إي يو (الإنجليزية)
- رينيه غاليس على موقع ناشيونال فوتبول تيمز (الإنجليزية)
- رينيه غاليس على موقع عالم كرة القدم.نت (الإنجليزية)